# Clare Valley
La Clare Valley è una delle più vecchie zone dell'Australia conosciuta per la sua produzione vinicola.

## Caratteristiche

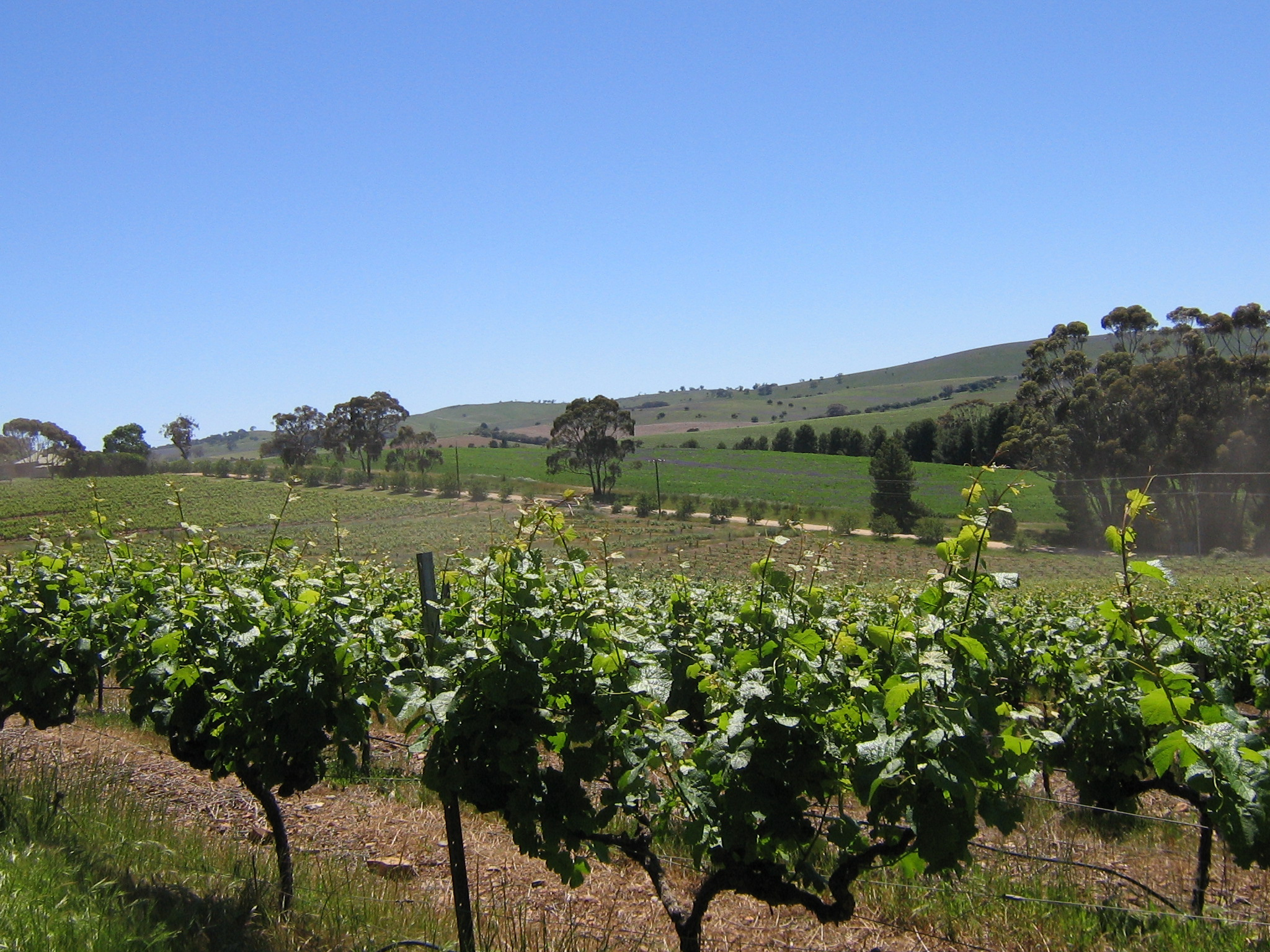
Grappoli d'uva nella Clare Valley

Si ritrova a circa 120 km a nord rispetto alla città di Adelaide (zona del Mid North, Australia meridionale). Famoso è il suo riesling (vitigno bianco dal quale si ottiene un vino fruttato). Il clima della regione è continentale.